# Macropsis albidula
Macropsis albidula är en insektsart som beskrevs av Dubovsky 1966. Macropsis albidula ingår i släktet Macropsis och familjen dvärgstritar. Inga underarter finns listade i Catalogue of Life.